# Imreh Sándor
Imreh Sándor (Nagyesküllő (Doboka vármegye), 1830. április 11. – Marosvásárhely, 1895. december 25.) magyar nyomdász, szakíró, nyomdavezető és 1848-49-es Mátyás-huszár, Imreh Farkas testvére.

## Élete
Református vallású székely származású szülők gyermeke. 1844-ben vette fel Kali Simon a marosvásárhelyi kollégium nyomdájába. 1848 júliusában a kolozsvári református kollégium nyomdájából, ahol mint betűszedő működött az Ellenőr mellett, belépett a Kossuth-, később Mátyás-huszár nevet viselő 15. ezred 2. századába és több csatában vett részt. Így november 13-án és 14-én Karl von Urban ellen, november 16-án Kolozsvárnál, karácsonykor midőn Urban serege szétveretett és Kolozsvár visszafoglaltatott; Nagyszeben alatt 1849. január 2-án, Szelindeken január 30-án, Vízaknánál február 4-én, a piski hídnál február 9-én, Jád-Borgóprundnál február 23-án. Midőn Bem József az ellenséget űzte Brassó felé, Fogaras mellett Sárkányban egy roham alkalmával (március 17.) megsebesült. 
Felgyógyulása után ismét sorakozott bajtársai közé, míg Zsibónál letette a fegyvert. Azután besoroztatott a 62. császári és királyi gyalogezredbe, ahol mint tizedes és őrmester szolgált Olaszországban 1857-ig. A katonaságtól ismét a könyvnyomtatói pályára lépett, Kolozsvárt és 1858-től 1862-ig Budapesten működött az Emich Gusztáv, majd a Wodianer Fülöp és Poldini könyvnyomdájában. 1862-ben újra visszatért Kolozsvárra és előbb Stein Jánosnál, később pedig Gámán Jánosnál foglalkozott. 1865-ben Marosvásárhelyt Nagy Lajos törvényszéki bíró és Fogarasi Rudolf társaságában nyomdát állított és rendezett be. Ezt a nyomdát a református kollégium 1867-ben megvette és október 1-jén a nyomda vezetésével is megbízta. Szabadidejében a szabadságharci eseményekkel és Petőfi Sándor sírhelyének kutatásával foglalkozott.

## Írásai
Cikkei a Graphicában (1883. 8., 11. sz. A magyar nyelvben leggyakrabban találkozó s mintegy karöltve járó betűk egybeöntéséről, mi által a szedés felette gyorsíttatnék), a Nyomdászok Közlönyében (1883. A betűcsoportosítási rendszerhez), a Marosvidékben (1884. 55. sz. Emlékjegyzetek egy régi utinaplómból, 1885. 7. sz. Emléktöredékek az 1848-49. szabadságharcz korszakából: I. Egy izgalmas nap Kolozsvárt 1848-ban, II. Mikép kedvelte Bem apó az ellenséggel való fraternizálást?, 1888. 53., 55., 60., 1889. 2., 12. sz. Petőfi sírhelyéről ... h ... r. aláírással), az Erdélyi hiradóban (1890. 72. 119., 265. sz. Petőfi sírhelyéről, 144. sz. A megsértett Petőfi, egy rövidke jelenet az 1848-49. Történelmi Lapokban (1892. Kossuth Lajos azt üzente és a huszáros miatyánk, Ujabb adatok Petőfi haláláról, 1893. epigrammák); írt még a Gutenbergbe s Typographiába is.

## Munkái
- Koszorú felséges királyunk I. Ferencz József és felséges királyasszonyunk Erzsébet ezüst mennyegzője emlékére 1879. ápr. 24. (Jelesebb költőink műveiből összegyűjtött anthologia.) Marosvásárhely, 1879
- Gyakorlati utasítások a magyar nyomdász fiatalság számára és kimutatása azon nehézségeknek, melyekkel úgy a nyomdatulajdonosok, mint segédek küzdenek. Uo. 1879
- Visszaemlékezés az 1848-49. szabadságharczra Erdélyben. Irta egy volt honvéd-huszár. Uo. 1880 (2. böv. kiadása. Uo. 1880. Mind a két kiadás tiszta jövedelmét a Bem tábornok elhagyatott nővéreinek felsegélésére szánta.)
- A marosvásárhelyi ev. ref. főtanoda újonnan berendezett könyvnyomdájának mutatványkönyve. Uo. 1880 (Melyben a különböző betűfajok és más diszes nyomdai kellékeken kívül meg vannak említve sorrendben azon hirlapok és más jelesebb sajtótermékek is, melyek 1867. okt. 1-től 1880. októberig ezen nyomdában megjelentek.)
- Emlékek az 1848-49. évi szabadságharczra Erdélyben. Irta egy volt honvéd-huszár. Uo. 1882 (A 3. és 5. sz. munka eredeti kézirata kibővítve megvan a m. n. múzeum kézirattárában ívrét 206 levél.)
- A kik egymásnak vannak teremtve. Igen mulatságos színmű egy felv. Uo. 1884
- Mit tettek régi hitfeleink a marosvásárhelyi várbeli ref. templom toronygombjába a XVII. században. Uo. 1885
- Miképen lehetne segíteni az általános iparos osztály jelenlegi nyomasztó helyzetén hazánkban? Irta egy iparos. Uo. 1885
- Még két apró nyomtatvány van neve alatt Koncz munkájában (74. l.); ezek azonban csak kiadásai
- Visszaemlékezés az 1848-49. évi szabadságharcra Erdélyben; sajtó alá rend., jegyz., tan. Pászti László; OSZK–Gondolat, Bp., 2003 (Nemzeti téka)

## Álnevei
Egy volt öreg honvéd, Egy volt öreg honvéd-huszár.